# Bibio brevicruris
Bibio brevicruris är en tvåvingeart som beskrevs av Hardy 1950. Bibio brevicruris ingår i släktet Bibio och familjen hårmyggor.
Artens utbredningsområde är Namibia. Inga underarter finns listade i Catalogue of Life.